# Acquired Taste
Acquired taste is het debuutalbum van Absynthe Minded, een Belgische band uit Gent. Het album werd uitgebracht nog voordat de band deelnam aan Humo's Rock Rally wat de deelname enigszins controversieel maakte, aangezien de bands die aan de wedstrijd deelnemen doorgaans niet eerder werk uitgebracht hebben. Overigens wist Absynthe Minded de wedstrijd niet te winnen; de band eindigde op de tweede plaats. Het album werd geproduceerd door Geoffrey Burton.

## Tracklist
Alle muziek is geschreven door Bert Ostyn, tenzij anders aangegeven.
| Nr. | Titel                                    | Duur |
| --- | ---------------------------------------- | ---- |
| 1.  | I am a fan                               | 3:03 |
| 2.  | I've been there (old love never dies)    | 2:56 |
| 3.  | Acquired taste (Renaud Ghilbert (viool)) | 3:19 |
| 4.  | Copy in black and white                  | 3:33 |
| 5.  | Conversation strike error                | 2:31 |
| 6.  | People of the pavement                   | 2:17 |
| 7.  | Out of the piano                         | 1:47 |
| 8.  | In her head                              | 3:50 |
| 9.  | It could be (Renaud Ghilbert (viool))    | 2:29 |
| 10. | Let's go                                 | 3:26 |
| 11. | Twisted                                  | 4:11 |
| 12. | (That's a) Lousy story                   | 2:19 |
| 13. | Walk with me                             | 3:21 |